# Chersotis gratissima
Chersotis gratissima är en fjärilsart som beskrevs av Corti 1932. Chersotis gratissima ingår i släktet Chersotis och familjen nattflyn. Inga underarter finns listade i Catalogue of Life.